# Dlouhá Stráň

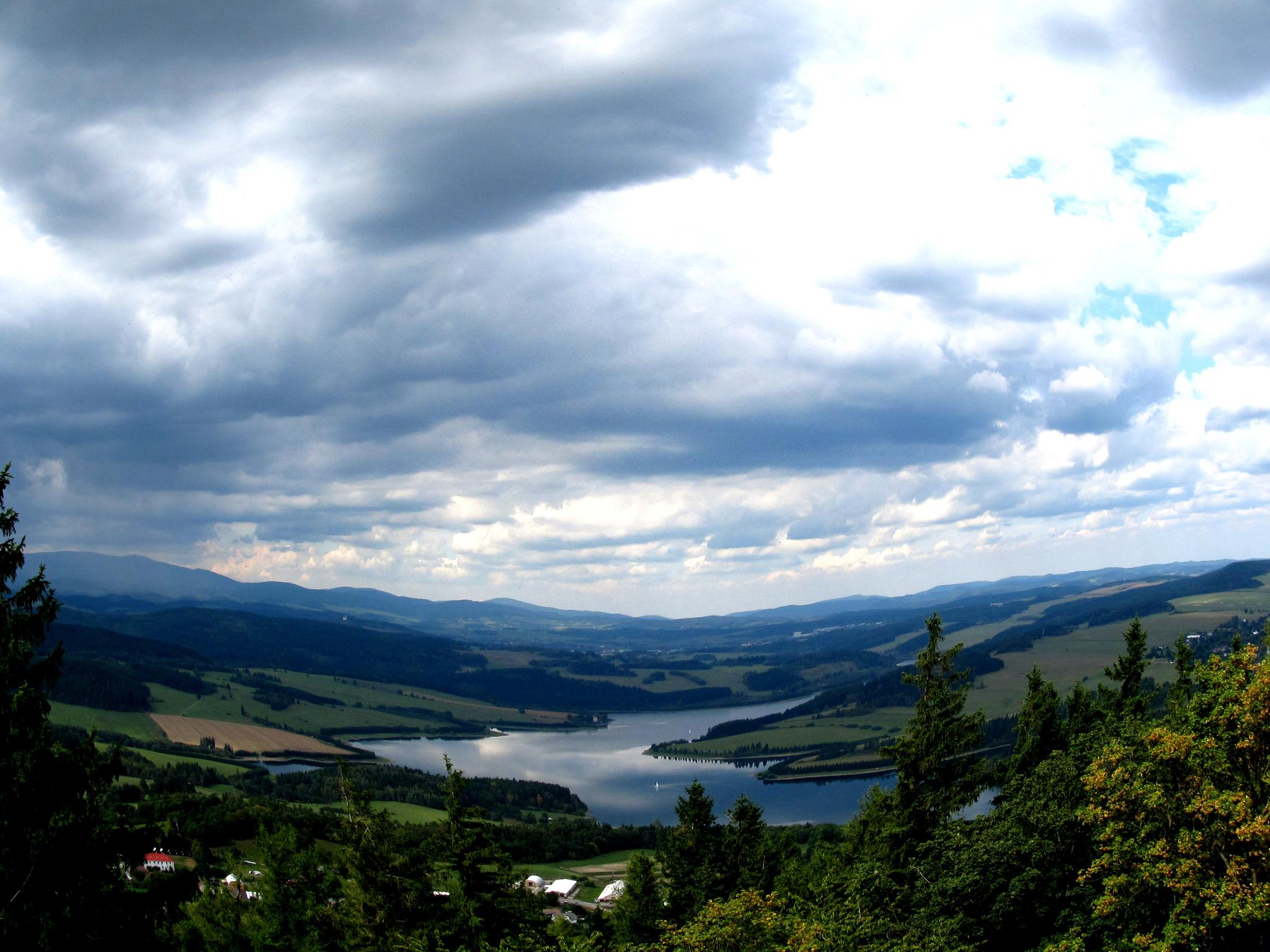
Blick über Dlouhá Stráň auf die Talsperre Slezská Harta

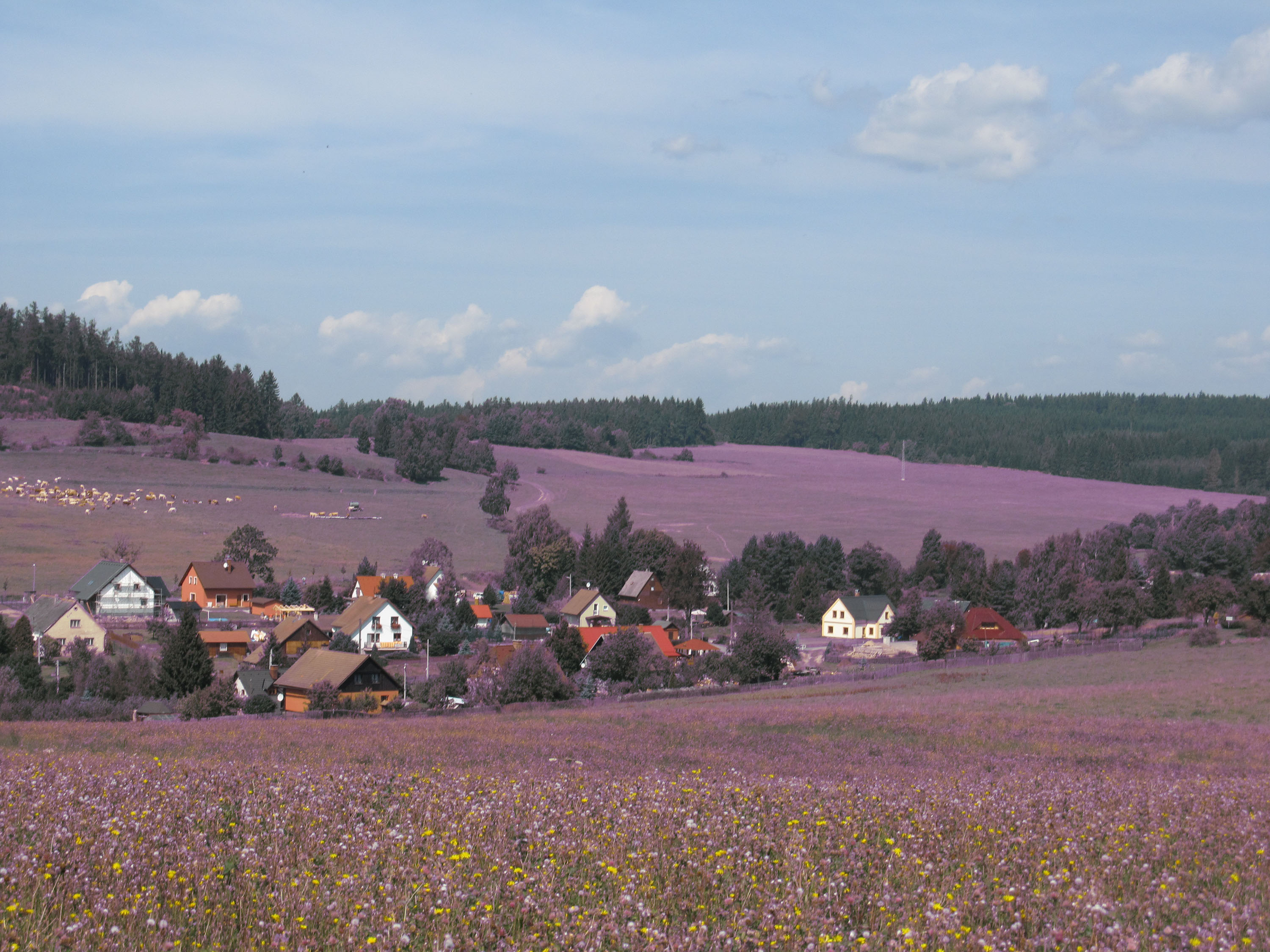
Ortsansicht

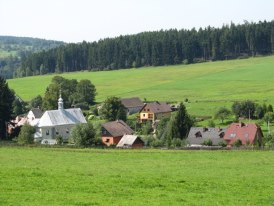
Ortszentrum mit Kirche der hl. Anna

Dlouhá Stráň (deutsch Langenberg) ist eine Gemeinde in Tschechien. Sie liegt vier Kilometer südöstlich von Bruntál (Freudenthal) und gehört zum Okres Bruntál.

## Geographie
Das Hufendorf Dlouhá Stráň erstreckt sich im Niederen Gesenke (Nízký Jeseník) in nach Süden abfallender Hanglage am Unterlauf des Baches Stráňský potok bis zu dessen Mündung in den Černý potok bzw. die Talsperre Slezská Harta. Nördlich erhebt sich die Černava (584 m n.m.), im Nordosten der Vysoký vrch (Hoher Stein, 703 m n.m.), östlich der Heilige Hübel (580 m n.m.) und der Zadní vrch (713 m n.m.), im Südosten die Pastviny (598 m n.m.), südlich der Vysoký kámen (Spitziger Stein, 639 m n.m.) und der Špičatý vrch (Spitziger Berg, 654 m n.m.), im Südwesten die Venušina sopka (Venusberg, 654 m n.m.) sowie nordwestlich der Boudník (597 m n.m.). Am südlichen Ortsrand verläuft die Staatsstraße II/452 zwischen Bruntál und Bílčice (Heidenpiltsch) am Ufer des Stausees.
Nachbarorte sind Oborná (Spillendorf) im Norden, Jelení (Wockendorf) und Nové Pole (Neufeld) im Nordosten, Luhy (Aue) und Horní Benešov (Benisch) im Osten, Razová (Raase) im Südosten, Roudno (Rautenberg) und Karlovec (Karlsberg) im Süden, Nová Pláň (Neurode) und Valšov (Kriegsdorf) im Südwesten, Mezina (Messendorf) im Westen sowie Bruntál im Nordwesten.

## Geschichte
Seit dem 13. Jahrhundert befand sich vermutlich an der Stelle von Dlouhá Stráň das Dorf Tylov. Das Hügelland linksseitig des Baches Kalná voda (Černý potok) bis zu dessen Mündung in die Moravice mit den Dörfern Tylov, Razová, Lučina und Žárnice gehörte anfänglich zur Herrschaft Benisch. Mit Ausnahme von Razová erloschen die genannten Dörfer jedoch im 14. oder 15. Jahrhundert wieder. Nachdem die Herren von Würben 1459 das zum Herzogtum Jägerndorf gehörige Gebiet von Freudenthal erworben hatten, beanspruchten sie auch die Gegend zwischen Wockendorf und dem wüsten Tylov und erlangten diese letztlich auch. Im Jahre 1506 erfolgte die Abtrennung der Herrschaft Freudenthal vom Herzogtum Jägerndorf. Die neue Grenze zum Herzogtum Jägerndorf verlief östlich der Wüstung Tylov über die Hügel zwischen dem Tal des Schwarzseifner Baches (Haldůvka) und Raase, südlich entlang des heute namenlosen Bächleins Steinseiffenfluss bis zum Lutzenzipfel und schließlich entlang der Kalná voda nach Süden bis zur mährischen Grenze bei Karlsberg.
Die erste urkundliche Erwähnung des neu gründeten Dorfes Langenberg bzw. Langenberge erfolgte 1596. Im Jahre 1597 wurde der Ort als Langendorf bezeichnet. Wegen der Unterstützung des Böhmischen Ständeaufstands von 1618 durch Johann d. J. von Würben und Freudenthal wurde die schlesische Herrschaft Freudenthal nach der Schlacht am Weißen Berg konfisziert und 1621 an den Deutschen Orden verkauft. Im Jahre 1631 war die Stadt Freudenthal mit den umliegenden Dörfern Langenberg, Messendorf, Spillendorf und Altstadt der Sammel- und Stellplatz des kaiserlichen Donauregiments mit 2000 Mann. Die Bevölkerung wurde in Folge kriegerischer Handlungen stark dezimiert. Nach 1621 rückten fünfmal schwedische Truppen nach Freudenthal vor und plünderten die umliegenden Dörfer. Aus der Beschreibung der Herrschaft Freudenthal vom 30. August 1642 geht hervor, dass in Langenberg nur noch 73 Personen lebten. Auch danach fielen die Schweden bis zum Ende des Dreißigjährigen Krieges noch dreimal in die Gegend ein. Nach der Josephinischen Landesaufnahme des Herzogtums Ober-Schlesien bestand in der Mitte des 18. Jahrhunderts am Mühlteich eine Tabakmühle. Zwischen 1777 und 1778 ließ der Bennischer Pfarrer Christoph Niesner in seinem Geburtsort aus seinem Privatvermögen südlich des Mühlteiches die Kirche der hl. Anna errichten und bewirkte, dass die Freudenthaler Pfarrei darin jeden dritten Sonntag einen Gottesdienst abhielt. Als 1786 durch den Religionsfonds in Messendorf eine Lokalie gestiftet wurde, kam die Langenberger Kirche als Tochterkirche zu derselben. 1817 erhielt das Dorf, ebenfalls finanziert aus dem Religionsfonds, eine Schule.
Im Jahre 1835 bestand Langenberg aus 42 Häusern mit 283 deutschsprachigen Einwohnern (69 Familien), die von der Landwirtschaft lebten. Im Ort gab es eine Kirche, eine Schule, einen Erbrichter, 20 Gärtner und ebenso viele Häusler; eine Mühle wurde nicht mehr erwähnt. Der steinige Boden war wenig ertragreich. Die Nutzfläche umfasste 219 Joch Ackerland, 56 Joch Wiesen, 53 Joch Hutweiden und 16 Joch Wald. Pfarrort war Messendorf. Bis zur Mitte des 19. Jahrhunderts blieb Langenberg der Minderherrschaft Freudenthal untertänig.
Nach der Aufhebung der Patrimonialherrschaften bildete Langenberg ab 1849 eine Gemeinde im Gerichtsbezirk Freudenthal. Ab 1869 gehörte Langenberg zum Bezirk Freudenthal. Zu dieser Zeit hatte das Dorf 329 Einwohner und bestand aus 43 Häusern. Der tschechische Ortsname Dlouhá Stráň ist seit 1870 nachweislich. Im Jahre 1900 lebten in Langenberg 281 Personen, 1910 waren es 264. Im Jahre 1907 erfolgte der Bau der Ortsverbindungsstraße von Wockendorf über Neufeld nach Langenberg. Nach dem Zusammenbruch der k.k. Monarchie wurde die Gemeinde 1918 Teil der neu gebildeten Tschechoslowakei. Beim Zensus von 1921 lebten in den 56 Häusern der Gemeinde Langenberg / Dlouhá Stráň 241 Personen, davon 230 Deutsche und elf Ausländer. In Langenberg gab es damals eine Kirche, eine einklassige Dorfschule, einen Gemischtwarenladen und ein Gasthaus mit Trafik; das Kataster umfasste 22 Hektar Felder und vier Hektar Wald. Im Jahre 1930 bestand die Gemeinde Langenberg aus 55 Häusern und hatte 252 Einwohner; 1939 waren es 221. Nach dem Münchner Abkommen wurde die Gemeinde 1938 dem Deutschen Reich zugesprochen und gehörte bis 1945 zum Landkreis Freudenthal. Nach dem Ende des Zweiten Weltkrieges wurde Dlouhá Stráň wieder Teil der Tschechoslowakei. Die deutschsprachige Bevölkerung wurde bis 1946 größtenteils vertrieben und der Ort mit Tschechen aus der Gegend von Kroměříž und Uherské Hradiště sowie Slowaken neubesiedelt. Im Jahre 1950 lebten in den 47 Häusern von Dlouhá Stráň nur noch 109 Personen. Ab 1964 wurde Dlouhá Stráň zusammen mit Mezina durch einen gemeinsamen örtlichen Nationalausschuss verwaltet. Im Jahre 1970 hatte Dlouhá Stráň 91 Einwohner. 1979 erfolgte die Eingemeindung nach Bruntál. In den Jahren 1987 bis 1997 entstand an der Moravice (Mohra) die Talsperre Slezská Harta; dadurch wurde auch das untere Tal des Černý potok geflutet, so dass Dlouhá Stráň unmittelbar über dem nördlichen Ende des Stausees liegt. In diesem Zuge erfolgte auch nördlich des Stausees die Neutrassierung der Staatsstraße II/452 nach Bruntál, die alte Straße wurde auf dem Abschnitt zwischen Roudno und Karlovec (Karlsberg) einschließlich des Dorfes Karlovec und der Karlsberger Mohrabrücke überflutet. Zum 24. November 1990 löste sich Dlouhá Stráň von Bruntál los und bildete eine eigene Gemeinde. Im Jahre 1991 hatte das Dorf 47 Einwohner und bestand aus 30 Wohnhäusern. Beim Zensus von 2011 lebten in den 46 Häusern der Gemeinde 81 Personen. Im Jahre 2019 wurde der Friedhof wiederhergerichtet.

## Sehenswürdigkeiten
- Kirche der hl. Anna, errichtet 1777–1778
- Talsperre Slezská Harta
- Bildstock, nördlich des Dorfes
- Steinernes Zentralkreuz auf dem Friedhof, errichtet 1891
- Steinernes Wegkreuz am Haus Nr. 23